# لاوورسی
لاوورسی (به اسپانیایی: Llavorsí) یک منطقهٔ مسکونی در اسپانیا است که در پالارس سوبیرا واقع شده‌است. لاوورسی ۶۸٫۵ کیلومتر مربع مساحت دارد.